# 1921
1921 (MCMXXI) fue un año común comenzado en sábado según el calendario gregoriano.

## Acontecimientos

### Enero
- 1 de enero: en Nicaragua, Diego Manuel Chamorro Bolaños sucede a Emiliano Chamorro en la presidencia de ese país.
- 3 de enero: Turquía y Armenia firman la paz.
- 10 de enero: en Alemania es amnistiado el general Vogel, autor de la muerte de Rosa Luxemburgo.
- 21 de enero: en Suecia, las mujeres obtienen el derecho a votar.
- 22 de enero: en España, el Gobierno establece el seguro obrero obligatorio para todos los trabajadores.
- 23 de enero: en España, en Vitoria se cambia "Sport Friends" por el de Deportivo Alavés y aquí nace el club.
- 28 de enero: en Bolivia, Bautista Saavedra Mallea es nombrado presidente de ese país por el partido republicano.

### Febrero
- 1 de febrero: en Madrid, los reyes belgas Alberto I e Isabel Gabriela de Baviera realizan una visita oficial a España.
- 2 de febrero: en Alemania se realizan manifestaciones contra los acuerdos sobre las reparaciones de guerra.
- 3 de febrero: en España, el astrónomo catalán José Comas y Solá descubre el asteroide (945) Barcelona.
- 5 de febrero: en Estados Unidos, Charles Chaplin estrena su película El chico.
- 7 de febrero: en Francia se producen requisas y detenciones de comunistas, por la distribución de panfletos y realización de reuniones antimilitaristas.
- 10 de febrero: en Madrid (España) se produce la reapertura de las Cortes españolas tras el cambio de Gobierno.
- 15 de febrero: 
  - En Irlanda estalla la guerra contra el ejército británico.
  - En la revista mallorquina Baleares, varios poetas —entre los que figura el español Guillermo de Torre y el argentino Jorge Luis Borges— publican el Manifest de l’Ultra.
- 16 de febrero: en Costa Rica se crea la Provincia Eclesiástica de Costa Rica con la Bula Praedecessorum Nostrorum del Papa Benedicto XV, con la erección de la Arquidiócesis de San José y la erección de la Diócesis de Alajuela y el Vicariato Apostólico de Limón, desmembrándose del territorio de la Diócesis de San José de Costa Rica
- 18 de febrero: 
  - Tropas británicas ocupan Dublín para intentar sofocar las protestas nacionalistas por la división de la isla en dos territorios autónomos bajo autoridad británica.
  - Fallece el expresidente colombiano Rafael Reyes.
- 20 de febrero: se estrena la película Los cuatro jinetes del Apocalipsis, de Rex Ingram.
- 21 de febrero: 
  - En Petrogrado y Moscú comienzan las rebeliones obreras contra las medidas del comunismo de guerra.
  - En el palacio de Bibliotecas y Museos de Madrid expone el escultor español Victorio Macho.
  - En Panamá y Costa Rica comienza la guerra de Coto, que durará un par de semanas.
- 22 de febrero: en la Unión Soviética se crea el Gosplán, con el fin de duplicar la producción industrial.

### Marzo
- 4 de marzo: El republicano Warren G. Harding toma posesión como presidente de Estados Unidos.
- 8 de marzo: en Madrid es asesinado por anarquistas el presidente del Gobierno Eduardo Dato.
- 16 de marzo: se firma el Tratado de Moscú entre la República Socialista Federativa Soviética de Rusia y la Gran Asamblea Nacional de Turquía.
- 18 de marzo: la segunda Paz de Riga finaliza la guerra polaco-soviética. Se establecen las fronteras entre la nueva República Polaca y la Rusia soviética.
- 21 de marzo: comienza la Nueva Política Económica en la República Socialista Federativa Soviética de Rusia.
- 22 de marzo: en Reino Unido, sir Joseph Chamberlain abandona el Ministerio de Finanzas.
- 23 de marzo: en Alemania, el Gobierno autoriza la importación de salitre de Chile.

### Abril
- 7 de abril: en China, Sun Yat-sen es nombrado presidente del contragobierno de los cantones del sur de este país, proclamados independientes.
- 13 de abril: En España, se funda el Partido Comunista Obrero Español.

### Mayo
- 1 de mayo: en Paraguay se funda el Club Sportivo Luqueño.
- 20 de mayo: en Santiago de Chile se estrena el poema sinfónico La voz de las calles, del compositor Pedro Humberto Allende.
- 31 de mayo y 1 de junio: en Tulsa (Oklahoma), hombres blancos armados ayudados por miembros de la policía perpetran la masacre de Tulsa: matan a unos 300 y hieren a unos 6000 hombres, mujeres y niños afroestadounidenses, e incendian todo el próspero barrio de Greenwood (conocido como «the Negro Wall Street»). Recién en 2001 se reparará económicamente a los descendientes.

### Junio
- 12 de junio: en Heredia (Costa Rica) se funda el Club Sport Herediano, uno de los equipos más importantes de ese país, con la distinción de ser el único equipo en el mundo en ser campeón el año en que se fundó.
- 13 de junio: en Varsovia (Polonia), el terrorista ucraniano Borís Sávinkov (1879‑1925) reinicia las actividades de su grupo antisoviético Unión Popular para la Defensa de la Patria y la Libertad, que realizará espectaculares atentados terroristas mediáticos.
- 22 de junio: en Irán (antigua Persia), la Asamblea Consultiva Islámica rechaza el Acuerdo Anglo-Persa.
- 25 de junio: en el aeródromo de Getafe (Madrid) emprende el vuelo por primera vez el autogiro La Cierva.

### Julio
- 18 de julio: en Burgos, con motivo del séptimo centenario de la catedral, se trasladan al templo los restos del Cid y su esposa doña Jimena, así como las reliquias de san Fernando.
- 22 de julio: en la población de Annual (Marruecos) los bereberes rifeños vencen a los españoles en la masacre de Annual. Mueren unos 7000 españoles y 1100 caen prisioneros.
- 28 de julio: en Perú, se celebra el centenario de su independencia de 1821.
- 29 de julio: 
  - En Alemania, Adolf Hitler se convierte en el líder del nacionalsocialismo alemán.
  - En Proszkow (Polonia) se registra la temperatura más alta en la Historia de ese país: 40,2 °C (104,4 °F).
- 31 de julio: se descubre la insulina.

### Agosto
- 14 de agosto: Un terremoto de 6,1 sacude la costa de Massawa, en Eritrea, causando daños significativos y varias muertes.
- 30 de agosto: en La Haya (Países Bajos) se celebra el Congreso Internacional sobre los Derechos del Hombre.

### Septiembre
- 3 de septiembre: en un hotel en San Francisco (California), el actor cómico Roscoe Fattie Arbuckle (1887-1933) organiza una fiesta en su habitación. Una de las jóvenes, la actriz Virginia Rappe (26), fallecerá tres días después, lo que arruinará la vida del actor.
- 5 de septiembre: en Buenos Aires (Argentina) se inaugura el Teatro Nacional Cervantes.
- 24 de septiembre: La imagen de Nuestra Señora de la Merced, venerada en su Templo de Lima (Perú), es Coronada canónicamente por el Arzobispo Mons. Emilio Lissón, siendo la primera ceremonia en su género en el Perú.
- 29 de septiembre: en el estado de Utah) se registra un terremoto de 6,3.

### Octubre
- 2 de octubre: comienza la V Edición de Copa América realizada por segunda vez en Argentina.
- 29 de octubre: en Estados Unidos se inicia el segundo proceso del caso de los anarquistas Nicola Sacco y Bartolomeo Vanzetti.
- 30 de octubre: en Buenos Aires (Argentina) finaliza la Copa América y Argentina gana su primera Copa América.

### Noviembre
- 14 de noviembre: en México, un militar coloca una bomba entre un ramo de flores en el altar de la Antigua Basílica de Guadalupe con la intención de destruir el ayate de San Juan Diego, el resultado serían daños únicamente en un Cristo macizo de cobre y el altar principal de la Basílica, tanto la imagen como los fieles resultarían ilesos.
- 14 de noviembre: en España, la fusión de los grupos escindidos del PSOE, Partido Comunista Español y Partido Comunista Obrero Español da lugar a la creación del Partido Comunista de España.
- 30 de noviembre: en Chile se crea el Cuerpo de Gendarmería de Prisiones, la actual Gendarmería de Chile.
- En noviembre se inicia la Conferencia de Washington entre Estados Unidos y Japón.
- En noviembre, en Japón, el príncipe Hirohito se hace cargo de la regencia del país.
- En noviembre, en Colombia, el general Pedro Nel Ospina Vásquez sucede a Marco Fidel Suárez en la presidencia.

### Diciembre
- 6 de diciembre: se firma en Londres el Tratado anglo-irlandés por el que Irlanda del Sur se convierte en el Estado Libre Irlandés (Irish Free State), una nación independiente que incorporó 26 de los 32 condados de Irlanda.

### Fechas sin determinar
- En Mongolia: se empieza a usar el dólar mongol como moneda oficial.
- Inician los trabajos de rectificación, canalización y recuperación de las aguas del Río Medellín (Colombia).[1]

## Nacimientos

### Enero
- 3 de enero: John Russell, actor estadounidense (f. 1991).
- 5 de enero: 
  - Juan I, aristócrata luxemburgués (f. 2019).
  - Friedrich Dürrenmatt, escritor suizo (f. 1990).
- 8 de enero: Leonardo Sciascia, escritor italiano (f. 1989).
- 10 de enero: Rodger Ward, piloto estadounidense de carreras (f. 2004).
- 14 de enero: Murray Bookchin, socialista libertario estadounidense (f. 2006).
- 17 enero: Elisa Frota Pessoa, física experimental brasileña (f. 2018).
- 19 de enero: Patricia Highsmith, escritora estadounidense (f. 1995).
- 27 de enero: 
  - Donna Reed, actriz estadounidense (f. 1986).
  - Rafael Barón, escritor español (f. 1987).
- 31 de enero: Mario Lanza, tenor y actor estadounidense (f. 1959).

### Febrero
- 1 de febrero: 
  - Peter Sallis, actor inglés (f. 2017).
  - Teresa Mattei, activista y política italiana (f. 2013).
- 4 de febrero: 
  - Betty Friedan, feminista estadounidense (f. 2006).
  - Lotfi A. Zadeh, matemático e informático azeroestadounidense (f. 2017).
- 8 de febrero: 
  - Lana Turner, actriz estadounidense (f. 1995).
  - Nexhmije Hoxha, política albanesa (f. 2020).
- 11 de febrero: Antonio Millán-Puelles, filósofo español (f. 2005).
- 16 de febrero: 
  - Hua Guofeng, político chino (f. 2008).
  - Vera-Ellen, actriz y bailarina estadounidense (f. 1981).
  - Jean Behra, piloto de automovilismo francés (f. 1959).
- 18 de febrero: Lorenzo Cherbuy, pintor y escultor español (f. 2010).
- 20 de febrero: Conrado San Martín, actor español (f. 2019).
- 21 de febrero: John Rawls, filósofo estadounidense (f. 2002).
- 22 de febrero: Jean-Bédel Bokassa, presidente de República Centroafricana (1966-1976) y posteriormente Emperador del África Central (1976-1979) (f. 1996).
- 24 de febrero: Abe Vigoda, actor estadounidense (f. 2016).
- 26 de febrero: Betty Hutton, actriz estadounidense (f. 2007).
- 28 de febrero: Pierre Clostermann, piloto francés de la Segunda Guerra Mundial (f. 2006).

### Marzo
- 6 de marzo: Piero Carini, piloto italiano de automovilismo (f. 1957).
- 11 de marzo: Astor Piazzolla, bandoneonista argentino de tango (f. 1992).
- 12 de marzo: 
  - Gianni Agnelli, ejecutivo italiano del automovilismo (f. 2003).
  - Gordon MacRae, cantante y actor estadounidense (f. 1986).
- 21 de marzo: 
  - Arthur Grumiaux, violinista belga (f. 1986).
  - Francisco Godia, piloto de automovilismo español (f. 1990).
- 25 de marzo: Simone Signoret, actriz francesa (f. 1985).
- 28 de marzo: Dirk Bogarde, actor británico (f. 1999).
- 31 de marzo: Peggy Rea, actriz estadounidense (f. 2011).

### Abril
- 3 de abril: 
  - Darío Moreno, cantante y actor turcofrancés (f. 1968).
  - Jesús Reyes Heroles, político, abogado e historiador mexicano (f. 1985).
  - Jan Sterling, actriz estadounidense (f. 2004).
- 8 de abril: Franco Corelli, tenor italiano (f. 2003).
- 14 de abril: Thomas Schelling, economista estadounidense, Premio en Ciencias Económicas en memoria de Alfred Nobel.(f 2016).
- 16 de abril: Peter Ustinov, actor y cineasta británico (f. 2004).
- 20 de abril: Marcos Moshinsky, ísico mexicano de origen judío y ucraniano (f. 2009).
- 23 de abril: Warren Spahn, beisbolista estadounidense (f. 2003).
- 25 de abril: Karel Appel, pintor neerlandés (f. 2006).

### Mayo
- 2 de mayo: Satyajit Ray, cineasta indio (f. 1992).
- 5 de mayo: Arthur Leonard Schawlow, físico estadounidense, premio nobel de física (f. 1999).
- 9 de mayo: Sophie Scholl, luchadora alemana antinazi (f. 1943).
- 10 de mayo: Luis Ciges, actor de cine español (f. 2002).
- 12 de mayo: Joseph Beuys, artista alemán (f. 1986).
- 20 de mayo: 
  - Wolfgang Borchert, escritor alemán (f. 1947).
  - Aldo Gordini, piloto francés de automovilismo (f. 1995).
- 21 de mayo: 
  - Prabhat Ranjan Sarkar, escritor indio (f. 1990).
  - Andréi Sájarov, físico y activista ruso, ganador del premio nobel de la paz, que rechazó (f. 1989).
- 25 de mayo: Jack Steinberger, físico alemán, premio nobel de física (f. 2020).
- 31 de mayo: Alida Valli, actriz italiana (f. 2006).

### Junio
- 1 de junio: Nelson Riddle, director de orquesta, arreglista y orquestador estadounidense (f. 1985).
- 4 de junio: Ettore Chimeri, piloto de automovilismo venezolano (f. 1960).
- 8 de junio: Haji Mohammad Suharto, dictador indonesio (f. 2008).
- 9 de junio: Guido Münch, astrofísico mexicano, (f. 2020).
- 10 de junio: Felipe de Edimburgo, aristócrata británico (f. 2021).
- 12 de junio: 
  - Luis García Berlanga, cineasta español. (f. 2010).
  - Christopher Derrick, escritor británico (f. 2007).
- 16 de junio: Víctor Lima, poeta y cantor popular uruguayo (f. 1969).
- 17 de junio: Gil Parrondo, decorador español (f. 2016).
- 21 de junio: 
  - Judy Holliday, actriz estadounidense (f. 1965).
  - Jane Russell, actriz estadounidense (f. 2011).
- 28 de junio: P. V. Narasimha Rao, primer ministro indio (f. 2004).
- 29 de junio: 
  - Frédéric Dard, escritor francés (f. 2000).
  - Harry Schell, piloto estadounidense de automovilismo (f. 1960).

### Julio
- 1 de julio: Seretse Khama, primer presidente botsuano (f. 1980).
- 3 de julio: Flor María Chalbaud, ciudadana venezolana (f. 2013), primera dama de Venezuela entre 1952 y 1958.
- 4 de julio: Gerard Debreu, economista francés, premio nobel de economía (f. 2004).
- 6 de julio: Pepa Noia (Josefina García de Noia), activista argentina (f. 2015), fundadora de Madres de Plaza de Mayo.
- 6 de julio: Nancy Reagan, ciudadana estadounidense (f. 2016), primera dama como esposa de Ronald Reagan.
- 6 de julio: Billy y Bobby Mauch, actores estadounidenses (f. 2006 y 2007, respectivamente).
- 7 de julio: Ezzard Charles, boxeador estadounidense (f. 1975).
- 8 de julio: Edgar Morin, filósofo y sociólogo francés.
- 13 de julio: James Anderson, actor estadounidense de cine y televisión (f. 1969).
- 14 de julio: Geoffrey Wilkinson, químico británico, premio nobel de química (f. 1996).
- 15 de julio: Robert Bruce Merrifield, químico estadounidense, premio nobel de química (f. 2006).
- 17 de julio: Rafael Rodríguez Almodóvar, poeta español (f. 2018).
- 18 de julio: John Glenn, astronauta estadounidense (f. 2016).
- 18 de julio: Aaron T. Beck, psiquiatra y profesor estadounidense (f. 2021).
- 22 de julio: Ronald N. Bracewell, científico y académico australiano (f. 2007).
- 24 de julio: Giuseppe Di Stefano, tenor italiano (f. 2008).
- 25 de julio: Paul Watzlawick, psicoterapeuta austríaco (f. 2007).
- 26 de julio: Heinrich Graf von Einsiedel, piloto alemán nazi, as alemán de la Segunda Guerra Mundial (f. 2007), nieto del canciller Otto von Bismarck.
- 28 de julio: Emir Rodríguez Monegal, crítico literario uruguayo (f. 1985).
- 29 de julio: Richard Egan, actor estadounidense (f. 1987).
- 29 de julio: Chris Marker, cineasta francés (f. 2012).
- 29 de julio: Mercedes Pardo, pintora venezolana (f. 2005).

### Agosto
- 7 de agosto: Manitas de Plata, guitarrista francés (f. 2014).
- 23 de agosto: Felipe López Licea, torero mexicano.
- 25 de agosto: Daniel Oduber Quirós, político costarricense, presidente entre 1974 y 1978 (f. 1991).
- 28 de agosto: Fernando Fernán Gómez, escritor, actor y cineasta español (f. 2007).
- 31 de agosto: Pedro Brescia, empresario del Perú (f. 2014).

### Septiembre
- 4 de septiembre: Alcides López Aufranc, militar y empresario argentino, cómplice de la dictadura de 1976 a 1983 (f. 2015).
- 6 de septiembre: Carmen Laforet, escritora española (f. 2004).
- 12 de septiembre: Stanislaw Lem, escritor polaco de ciencia ficción (f. 2006).
- 16 de septiembre: Jon Hendricks, músico estadounidense de jazz (f. 2017)
- 17 de septiembre: Virgilio Barco Vargas, político colombiano, presidente entre 1986 y 1990 (f. 1997).
- 19 de septiembre: Paulo Freire, pedagogo brasileño (f. 1997).
- 25 de septiembre: Jacques Martin, historietista francés (f. 2010).
- 30 de septiembre: Deborah Kerr, actriz británica (f. 2007).
- 30 de septiembre: Sagramor de Scuvero Brandão, locutora de radio y política brasileña (f. 1995)

### Octubre
- 2 de octubre: 
  - Wanda Półtawska, médica psiquiatra y escritora polaca (f. 2023).
  - Giorgio Scarlatti, piloto de automovilismo italiano (f. 1990).
- 4 de octubre: 
  - Gianni Poggi, tenor italiano (f. 1989).
  - Francisco Morales Bermúdez, político y militar peruano (f. 2022).
- 6 de octubre: 
  - Cristián Hernández Larguía, director de coro y músico argentino (f. 2016).
  - Yevgeniy Landis, matemático soviético (f. 1997).
- 7 de octubre: Raymond Goethals, entrenador de fútbol belga (f. 2004).
- 8 de octubre: Jaime Saenz, poeta boliviano (f. 1986).
- 15 de octubre: Al Pease, piloto británico-canadiense de automovilismo (f. 2014).
- 16 de octubre: Esteban Servellón, músico salvadoreño (f. 2003).
- 20 de octubre: Manuel Ayulo, piloto estadounidense de automovilismo (f. 1955).
- 21 de octubre: Malcolm Arnold, compositor británico (f. 2006).
- 24 de octubre: Sena Jurinac, soprano austriaca (f. 2011).
- 26 de octubreː Elena Quiroga de Abarca, escritora española (f. 1995)
- 29 de octubre: Julio Aumente, poeta español (f. 2006).
- 30 de octubre: Alberto Closas, actor español (f. 1994).

### Noviembre
- 3 de noviembre: Charles Bronson, actor estadounidense (f. 2003).
- 6 de noviembre: James Jones, escritor estadounidense (f. 1977).
- 17 de noviembre: Albert Bertelsen, pintor danés (f. 2019).
- 29 de noviembre: Eva Calvo, actriz mexicana (f. 2001).

### Diciembre
- 2 de diciembre: Lola Gaos, actriz española (f. 1993).
- 3 de diciembre: Geoffrey Stephen Kirk, filólogo clásico británico (f. 2003).
- 4 de diciembre: Paul Schaefer, criminal nazi y pedófilo chileno de origen alemán (f. 2010).
- 5 de diciembre: Roberto Ares Pons, historiador uruguayo (f. 2000).
- 15 de diciembre: Alan Freed, músico estadounidense (f. 1965).
- 17 de diciembre: Nadezhda Popova, militar soviética-ucraniana (f. 2013), una de las primeras pilotos militares femeninas de la Unión Soviética en la Segunda Guerra Mundial; formó parte de una unidad de bombardeo formada exclusivamente por mujeres, Heroína de la Unión Soviética, Orden de la Estrella Roja (tres veces) y Orden de Lenin.
- 20 de diciembre: George Roy Hill, cineasta estadounidense (f. 2002).
- 21 de diciembre: Alicia Alonso, bailarina y coreógrafa cubana (f. 2019).
- 21 de diciembre: Augusto Monterroso, escritor guatemalteco (f. 2003).
- 22 de diciembre: Robert Kurka, compositor estadounidense (f. 1957).

## Fallecimientos
- 1 de enero: Theobald von Bethmann Hollweg, canciller alemán (n. 1856).
- 6 de enero: Devil Anse Hatfield, estadounidense, líder de la familia Hatfield durante el conflicto entre los Hatfield y los McCoy, en los Estados Unidos (n. 1839).
- 27 de enero: Justiniano Borgoño, militar y político peruano (n. 1836).
- 8 de febrero: Piotr Kropotkin, anarquista ruso (n. 1842).
- 8 de febrero: Francisco d'Andrade, cantante lírico portugués (n. 1859).
- 26 de febrero: Carl Menger, economista austriaco (n. 1840).
- 8 de marzo: Eduardo Dato, abogado y político español (n. 1856).
- 4 de mayo: Harry Daghlian, físico estadounidense que falleció en un accidente nuclear (f. 1945).
- 5 de mayo: Alfred Fried, periodista y pacifista austriaco, premio nobel de la paz en 1911 (n. 1864).
- 12 de mayo: Emilia Pardo Bazán, novelista, periodista, editora, poetisa, dramaturga, conferenciante, ensayista y crítica española.
- 18 de mayo: Filomena Tamarit e Ibarra, aristócrata y benefactora española (n. 1845).
- 19 de junio: Ramón López Velarde, poeta mexicano (n. 1888).
- 13 de julio: Gabriel Lippmann, físico francés, premio nobel de física en 1908 (n. 1845).
- 2 de agosto: Enrico Caruso, tenor italiano (n. 1873).
- 7 de agosto: Aleksandr Blok, poeta ruso (n. 1880).
- 16 de agosto: Alphonsus de Guimaraens, poeta brasileño (n. 1870).
- 30 de agosto: Enrique Del Valle Iberlucea, político socialista argentino (n. 1877).
- 6 de septiembre: Dardo Rocha, abogado, político, militar y periodista argentino (n. 1838).
- 21 de septiembre: Amala (2 años), niña bengalí autista, supuestamente criada por lobos (n. marzo-abril de 1919).
- 25 de octubre: Bat Masterson, sheriff estadounidense (n. 1853).
- 1 de noviembre: Francisco Pradilla y Ortiz, artista español (n. 1848).
- 4 de noviembre: Hara Takashi, político y primer ministro japonés entre 1918 y 1921 (n. 1856).
- 28 de noviembre: `Abdu'l-Bahá, líder religioso persa (n. 1844).
- 12 de diciembre: Henrietta Swan Leavitt, astrónoma estadounidense (n. 1868).
- 16 de diciembre: Camille Saint-Saëns, compositor francés (n. 1835).
- 28 de diciembre: Justo Cuervo Arango, religioso dominico español, catedrático y publicista (n. 1859).

## Arte y literatura
- El poeta español Juan Ramón Jiménez funda la revista Índice.
- Federico García Lorca: Libro de poemas.
- José Eustasio Rivera: Tierra de promisión, sonetos.
- William Faulkner: Vision in Spring, colección de poemas.
- Karel Capek: Rossum's Universal Robots / R.U.R del que daría lugar al término robot.
- Ramón Pérez de Ayala: Belarmino y Apolonio,
- Gabriel Miró: El ángel, el molino, el caracol del faro y Nuestro padre san Daniel,
- Miguel de Unamuno: La tía Tula,
- André Breton: Los Campos Magnéticos,
- Luigi Pirandello: Seis personajes en busca de autor.
- Rafael Sabatini: Scaramouche.
- En Alemania se privatiza la compañía cinematográfica alemana UFA.
- Edith Wharton gana el premio Pulitzer de novela por La edad de la inocencia.
- Manuel Maples Arce publica el primer manifiesto Estridentista en México.

## Ciencia y tecnología
- Frederick Banting y Charles Best consiguen insulina para el tratamiento de la diabetes.
- Friedrich Bergius consigue sintetizar gasolina a partir del carbón.

## Filosofía y humanidades
- Ludwig Wittgenstein publica Tractatus Logico-Philosophicus.
- Ortega y Gasset: España invertebrada.
- Carl Gustav Jung: Tipos psicológicos.
- Bertrand Russell: Análisis del pensamiento.

## Deporte
- 9 de marzo: Se funda el club de fútbol de Salta, Argentina. El Club Atlético Central Norte.
- 12 de junio: se funda en Heredia (Costa Rica) el Club Sport Herediano.
- Fracasa el primer intento de ascenso al monte Everest.
- Ajedrez: José Raúl Capablanca se proclama campeón del mundo frente a Emanuel Lasker.
- En Vitoria (España) se funda el equipo Deportivo Alavés.
- En Tokio se funda la Asociación Japonesa de Fútbol.
- 1 de junio: Se funda el Club Deportivo Godoy Cruz Antonio Tomba, en Mendoza, Argentina. Es reconocido como el club más importante de la Región cuyana.

## Cine
- Alemania: El gato montés (Die Bergkatze), de Ernst Lubitsch.
- Alemania: Nosferatu, eine Symphonie des Grauens, de F.W. Murnau.
- Estados Unidos: Las tres luces (Der mude tod), de Fritz Lang.
- Estados Unidos: The Kid, de Charles Chaplin.

## Premios Nobel
- Física: Albert Einstein.
- Química: Frederick Soddy.
- Medicina: destinado al Fondo Especial de esta sección del premio.
- Literatura: Anatole France.
- Paz: Karl Hjalmar Branting y Christian Lous Lange.